# Verschiedenfarbige Schwertlilie

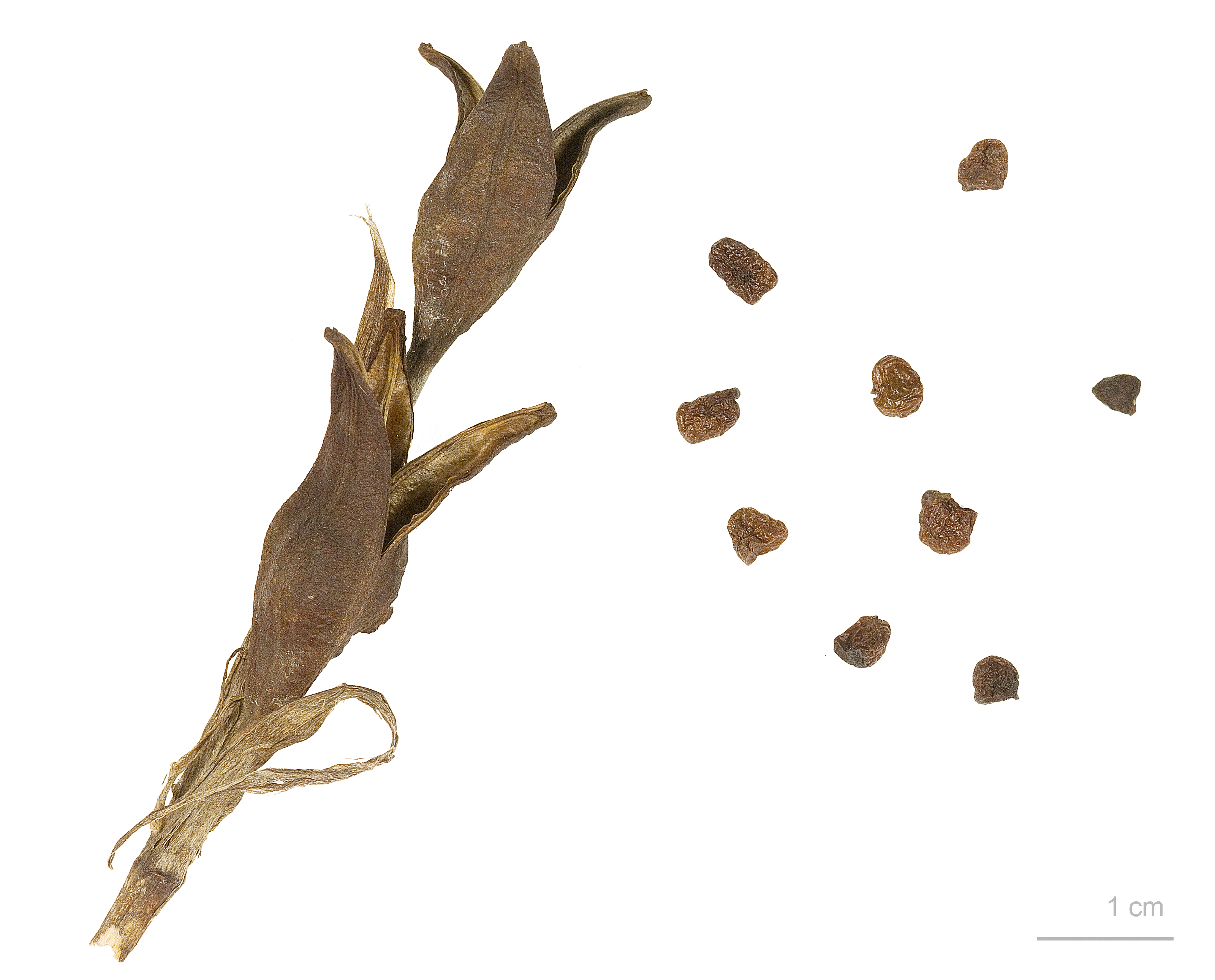
Iris versicolor

Die Verschiedenfarbige Schwertlilie (Iris versicolor), auch Schillernde Schwertlilie genannt, ist eine Pflanzenart aus der Gattung der Schwertlilien (Iris). 

## Merkmale
Die Verschiedenfarbige Schwertlilie ist eine ausdauernde krautige Pflanze, die Wuchshöhen von 20 bis 80, selten bis 100 Zentimeter erreicht. Das Rhizom weist einen Durchmesser von 1 bis 2,5 cm auf. Der Stängel ist im Querschnitt rund und ebenso lang oder länger als die Blätter. Er ist markig, aufrecht und wenig verzweigt. Die grundständigen, parallelnervigen Laubblätter sind 35 bis 60 Zentimeter lang, 1 bis 2, selten bis 3 Zentimeter breit, zweizeilig reitend und am Grund rosa. 
Die kompakten Blütenstände sind zwei- bis vierblütig. Die zwittrige Blüte ist violett, blauviolett oder lavendelfarbig. Die „Hängeblätter“ sind 4 bis 7,2 cm lang, 1,8 bis 4 Zentimeter breit und ausgebreitet. Die Platte ist oft flaumig behaart und hat einen grünlichgelben, weiß umrandeten Mittelfleck. Der Nagel ist gelb und violett geadert. Die Blütezeit reicht von Juni bis August. 
Die Kapselfrucht ist im Querschnitt dreieckig bis fast rund, dreirippig und hat einen Schnabel. Die dunkelbraunen, D-förmigen Samen sind 5 bis 8 mm groß.
Die Chromosomenzahl beträgt 2n = 72, 84 oder 108.

## Vorkommen
Diese Art kommt im gemäßigten bis kühlen, östlichen Nordamerika von Virginia und Wisconsin bis ins südöstliche Manitoba und Neufundland in Sümpfen und an Gewässerufern vor. 
Sie gilt als „Weideunkraut“. In Deutschland gilt sie als eingebürgerter Neophyt. Hier kommt sie in nährstoffreichen Gewässern in Südost-Deutschland vor.

## Nutzung

### Zierpflanze
Die Verschiedenfarbige Schwertlilie ist seit spätestens 1732 in Kultur. Sie wird selten als Zierpflanze an Gewässerufern kultiviert. Es wurden einige Sorten gezüchtet, zum Beispiel Kermesina mit rötlichvioletten Blüten.

## Belege
- Eckehart J. Jäger, Friedrich Ebel, Peter Hanelt, Gerd K. Müller (Hrsg.): Rothmaler Exkursionsflora von Deutschland. Band 5: Krautige Zier- und Nutzpflanzen. Spektrum Akademischer Verlag, Berlin Heidelberg 2008, ISBN 978-3-8274-0918-8.
- Beschreibung in der Flora of North America. (engl.)